# Secaș
Secaș es una comuna ubicada en el distrito de Timiș, Rumania.

## Superficie
Posee una superficie de 57,68 kilómetros cuadrados.

## Demografía
Hasta 2021 la población era de 320 habitantes, con una densidad de población de 5,548 habitantes por kilómetro cuadrado.